# 四氯铝酸镉(I)
四氯铝酸镉(I)（化学式：Cd2(AlCl4)2）1961年最早报道，是最早制得的含镉(I)的化合物。后经拉曼光谱和单晶的X射线衍射分析，证实其中含镉-镉键，说明此化合物中的镉类似二聚的汞(I)。

## 制备
最早由将金属镉溶于熔融氯化镉中并加入氯化铝而得。
CdCl2 + Cd → Cd2Cl2
Cd2Cl2 + 2 AlCl3 → Cd2(AlCl4)2
此化合物显反磁性，无未成对电子。遇水立即歧化。
它的结构复杂，含类似于乙烷的Cd2Cl6单元，与AlCl4共顶点，Cd-Cd键长257.6 pm 或256.1pm。